# 丽江路
丽江路，元朝的路。
汉朝至隋唐皆为越巂郡西徼地，贞元中，其地归南诏。元宪宗三年，征大理。四年春，立茶罕章管民官。至元八年（1271年），立宣慰司。十三年（1276年），改为丽江路，立军民总管府。二十二年（1285年），罢军民总管府，于通安州、巨津州之间立宣抚司。辖境相当今云南省怒江流域以东，兰坪县、丽江市、永胜县、华坪县以北等地。
丽江路领一府（北胜府）、七州（顺州、蒗蕖州、永宁州、通安州、兰州、宝山州、巨津州）。另巨津州领一县（临西县）。明太祖洪武年间，改为丽江府，治所在通安州（今云南省丽江市）。

## 相关
- 丽江木氏土司